# Ana Ivanović
Ana Ivanović (serbisch-kyrillisch Ана Ивановић; * 6. November 1987 in Belgrad, SFR Jugoslawien) ist eine ehemalige serbische Tennisspielerin. Sie gewann 2008 die French Open und führte im selben Jahr zwölf Wochen lang die Weltrangliste an.

## Karriere
Mit dem Tennisspielen begann Ivanović als Fünfjährige, nachdem sie im Fernsehen Monica Seles hatte spielen sehen. Ihre Mutter Dragana (Anwältin) und ihr Vater Miroslav (Geschäftsmann) meldeten sie daraufhin in einer Tennisschule an. Sie wurde schon früh als talentiert beschrieben und wurde von Sponsoren unterstützt, die ihr auch Reisen zu Turnieren ins Ausland ermöglichten. Während des Krieges trainierte sie zu Beginn jeweils morgens bis um 9 Uhr; nach einigen Monaten bemühte der Verband sich indes, die Turniere wieder im gewöhnlichen Rhythmus durchzuführen. Gemäß den Regeln zu dieser Zeit wurden die Partien während des Bombenalarms unterbrochen und keine neuen Partien angesetzt. Während der Bombardierungen Jugoslawiens durch die NATO 1999 trainierte sie in einem umgebauten Schwimmbad im Belgrader Sportcenter. Während Punktspielen war es verboten, die Bälle cross court zu schlagen denn dann hätten die Bälle möglicherweise die Poolwand berührt und das Spiel wäre zu verkürzt zu ende gegangen. Mit 14 Jahren zog sie mit ihrer Mutter wegen der besseren Trainingsbedingungen in die Schweiz. Der Basler Geschäftsmann Dan Holzmann wurde ihr Manager. Ivanović hatte zunächst keinen ständigen Trainer, sie arbeitete unter anderem mit Sven Groeneveld zusammen.

### 2003–2005: Rascher Aufstieg in die Weltspitze
Im August 2003 begann sie ihre Profikarriere mit der Teilnahme an ITF-Turnieren. Ihr erster größerer Erfolg war das Erreichen des Endspiels der Juniorinnen in Wimbledon, das sie gegen Kateryna Bondarenko verlor. Auf ITF-Turnieren gewann sie 26 Spiele und fünf Titel in Folge. Ihr erster großer Auftritt auf der WTA Tour war ein Match gegen Venus Williams im Oktober 2004 in Zürich, das sie trotz mehrerer Satzbälle mit 6:711 und 6:76 verlor. Eine Woche später erreichte sie in Luxemburg das Viertelfinale. Sie beendete das Jahr als Nummer 97 der Weltrangliste, zu Jahresbeginn hatte sie noch auf Platz 708 gestanden.
2005 überraschte sie mit einem Finalsieg über Melinda Czink in Canberra. Weitere Siege, auch gegen damalige Top-Ten-Spielerinnen wie Swetlana Kusnezowa, Nadja Petrowa oder Wera Swonarewa, folgten. Bei den French Open bezwang sie Amélie Mauresmo, ehe sie gegen Petrowa im Viertelfinale ausschied. Im Laufe des Jahres erreichte sie trotz kleinerer Verletzungen in Zürich und in Linz das Halbfinale und beendete das Jahr auf Platz 16 und damit erstmals unter den besten 20 Spielerinnen der Tour.

### 2006–2007: Erfolgreiche Grand-Slam-Turniere und Top Ten

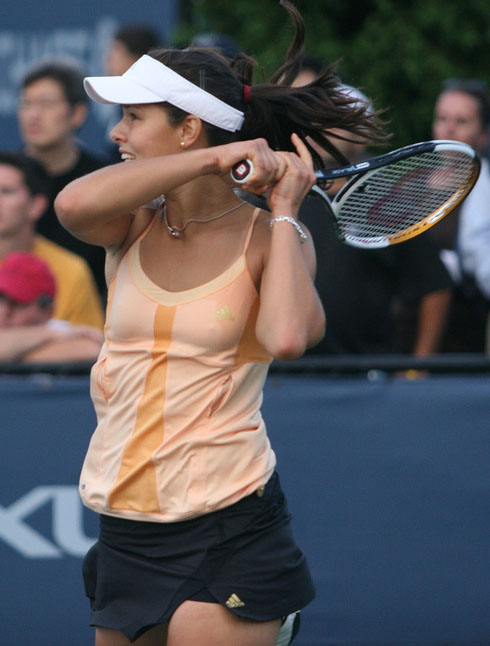
2006 bei den US Open

Bei den Australian Open scheiterte Ivanović in der zweiten Runde mit 3:6, 5:7 an der damaligen Doppelspezialistin Samantha Stosur. Bei den French Open kam sie bis in Runde drei, wo sie Anastassija Myskina, der French-Open-Siegerin von 2004, mit 2:6 und 3:6 unterlag.
In Wimbledon traf sie im Achtelfinale auf die Weltranglistenerste und spätere Siegerin Mauresmo, der sie mit 3:6, 4:6 unterlag. Beim Vorbereitungsturnier auf die US Open in Montreal schlug sie Martina Hingis, damals die Nummer 9 der Welt, mit 6:2 und 6:3 und sicherte sich den zweiten Turniersieg ihrer Karriere. Als Geheimfavoritin schied sie bei den US Open in der dritten Runde gegen Serena Williams aus (2:6, 4:6). Danach scheiterte sie bei den Turnieren auf Bali und in Luxemburg jeweils in Runde eins. Nach fast vier Wochen Turnierpause verlor sie im Viertelfinale von Linz gegen die US-Open-Siegerin Maria Scharapowa mit 6:7, 5:7. Am Jahresende stand sie auf Position 14 der Weltrangliste.
2007 gewann sie mit einem Finalsieg über Kusnezowa das WTA-Turnier in Berlin. Bei den French Open erreichte sie mit einem Halbfinalsieg über Scharapowa (6:2, 6:1) erstmals das Endspiel eines Grand-Slam-Turniers, das sie gegen Justine Henin mit 1:6, 2:6 verlor. Im Halbfinale von Wimbledon unterlag sie Venus Williams (2:6, 4:6). Im August gewann sie das WTA-Turnier von Los Angeles und kletterte damit auf Rang 4 der Weltrangliste. Im Achtelfinale der US Open scheiterte sie erneut an Venus Williams (4:6, 2:6).

### 2008: Weltranglistenerste und French-Open-Siegerin

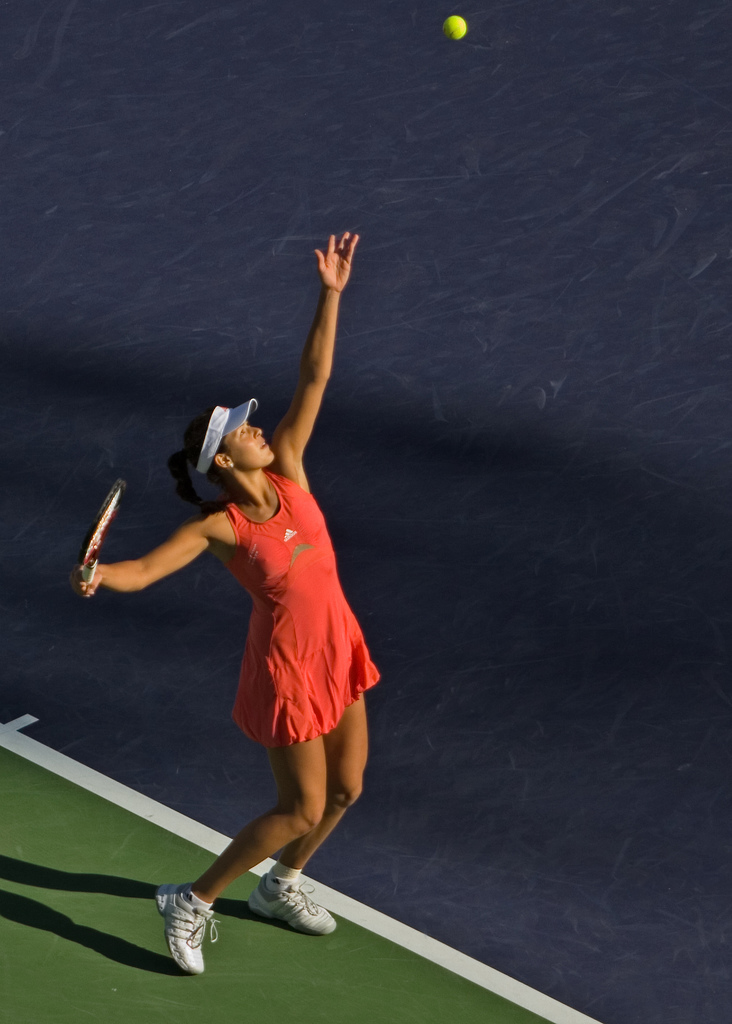
2008 in Indian Wells

Anfang des Jahres 2008 erreichte Ivanović erstmals das Finale der Australian Open, das sie in zwei Sätzen gegen Scharapowa verlor. In der Weltrangliste rückte sie damit jedoch auf Platz 2 vor. Bei den Dubai Tennis Championships stand sie im Viertelfinale, in dem sie Jelena Dementjewa unterlag. In Indian Wells feierte sie mit einem Finalsieg über die Weltranglistendritte Swetlana Kusnezowa einen ihrer bis dahin größten Erfolge. Eine Woche später in Miami schied sie gegen die ehemalige Weltranglistenerste Lindsay Davenport in der dritten Runde mit 4:6, 2:6 aus.
Bereits durch ihren Sieg im Halbfinale der French Open am 5. Juni gegen Jelena Janković (6:4, 3:6, 6:4) stand fest, dass sie am 9. Juni 2008 an die Spitze der Weltrangliste rücken würde. Sie wurde damit als zweite Serbin nach Monica Seles die Nummer 1 im Damentennis. Am 7. Juni krönte sie ihre guten Leistungen in Paris mit ihrem ersten Grand-Slam-Titel. In Wimbledon schied sie in der dritten Runde gegen Zheng Jie (1:6, 4:6) aus. Auch beim WTA-Turnier in Montreal kam sie (mit einer Verletzung am rechten Daumen) nicht über die dritte Runde hinaus. Ihre Teilnahme an den Olympischen Spielen in Peking musste sie verletzungsbedingt absagen. Am 11. August 2008 gab sie die Weltranglistenführung an ihre Landsfrau Janković ab, übernahm diese aber schon eine Woche später wieder.

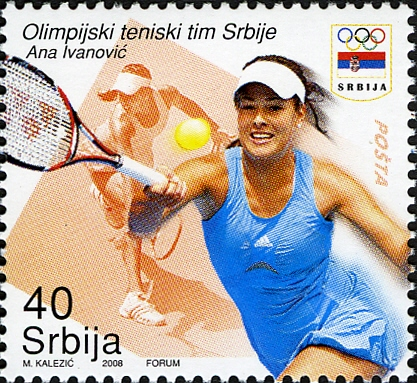
Briefmarke anlässlich der Olympischen Spiele 2008 in Peking, an denen Ivanović nicht teilnehmen konnte

Bei den US Open scheiterte sie in der zweiten Runde an Julie Coin (3:6, 6:4, 3:6). Bereits in der Runde zuvor hatte sie große Mühe bei ihrem Dreisatzsieg über Wera Duschewina. Durch das frühe Ausscheiden gab sie die Führung im Ranking endgültig an Serena Williams ab. Am 26. Oktober gewann Ivanović in Linz ihren dritten Titel des Jahres. Sie qualifizierte sich damit für die WTA Tour Championships, krankheitsbedingt musste sie dort jedoch nach dem zweiten Match aufgeben.

### 2009
Als Fünfte der Weltrangliste erreichte sie bei den Australian Open nur die dritte Runde, in der sie gegen Alissa Kleibanowa in drei Sätzen verlor. Im Februar verpflichtete sie mit Craig Kardon einen neuen Trainer. Mit seiner Unterstützung erreichte sie in Dubai das Viertelfinale, in welchem sie an Serena Williams scheiterte. Ihr erstes Finale des Jahres verlor sie in Indian Wells als Titelverteidigerin gegen Wera Swonarjowa mit 6:7, 2:6. In Miami schied sie in der dritten Runde gegen Ágnes Szávay aus. Sowohl bei den French Open als auch in Wimbledon scheiterte sie im Achtelfinale, bei den US Open kam sie nicht über die erste Runde hinaus. Direkt danach erklärte Ivanović, dass sie erst einmal eine Pause einlegen werde. Nur einen Monat später stand sie wieder auf dem Platz; in Tokio unterlag sie Lucie Šafářová in der ersten Runde. Das Turnier in Peking musste sie wegen einer Atemwegserkrankung absagen. Sie beendete die Saison auf Platz 21.

### 2010
Bei ihrem Jahresauftaktturnier in Brisbane unterlag sie im Halbfinale Justine Henin. Beim Grand-Slam-Turnier in Melbourne schied sie in der zweiten Runde gegen Gisela Dulko aus. Beim Premier-5-Turnier in Rom unterlag sie im Halbfinale der späteren Turniersiegerin María José Martínez Sánchez in zwei Sätzen. Auch beim zweiten Grand-Slam-Turnier in Paris scheiterte sie bereits in Runde zwei, diesmal an Alissa Kleibanowa. In Wimbledon scheiterte sie bereits im Auftaktmatch an Shahar Peer. Vorübergehend rutschte sie bis auf Rang 64 der Weltrangliste ab, ihre schlechteste Platzierung seit 2005. In Cincinnati musste sie im Halbfinale gegen Kim Clijsters wegen einer zu Beginn des ersten Satzes erlittenen Fußverletzung aufgeben. Ihren ersten Turniersieg nach zwei Jahren feierte sie im Oktober in Linz, wo sie den Titel zum zweiten Mal gewinnen konnte. Kurzfristig für die verletzte Serena Williams eingesprungen konnte sie das Endspiel gegen Patty Schnyder klar mit 6:1 und 6:2 für sich entscheiden. Am 7. November beendete sie das durchwachsene Jahr mit einem Turniersieg beim letzten WTA-Turnier des Jahres in Bali, wo sie im Finale Alissa Kleibanowa mit 6:2, 7:65 bezwang.
Von Februar bis Oktober 2010 wurde Ivanović von Heinz Günthardt trainiert.

### 2011
Bei den Australian Open und den French Open schied sie jeweils in der ersten Runde gegen ungesetzte Spielerinnen aus.
Beim Rasenturnier von Birmingham erreichte sie als Nummer 2 der Setzliste das Halbfinale, wo sich Daniela Hantuchová jedoch als die Stärkere erwies. In Eastbourne beförderte sie im Auftaktmatch Julia Görges mit 6:4, 6:3 aus dem Turnier. In Wimbledon scheiterte sie in der dritten Runde an Petra Cetkovská. In Carlsbad stürmte sie ins Halbfinale, wo sie der topgesetzten Wera Swonarjowa unterlag. In Toronto, bei den US Open und in Tokio stand sie im Achtelfinale, sie schied gegen Roberta Vinci, Marija Kirilenko bzw. Serena Williams jeweils in zwei Sätzen aus. In Peking musste sie ihr Viertelfinalmatch gegen Radwańska nach Satzrückstand aufgeben. In Bali gewann sie einen weiteren Titel; nachdem sie Vinci und Petrowa besiegt hatte, war sie auch im Endspiel gegen Anabel Medina Garrigues in zwei Sätzen erfolgreich. Damit belegte sie zum Saisonende Rang 22.

### 2012
Bei den Australian Open erreichte sie zum ersten Mal seit 2008 wieder das Achtelfinale, wodurch sie wieder in die Top 20 der Weltrangliste vorstieß. In Indian Wells zog sie ins Halbfinale ein, musste gegen Marija Scharapowa jedoch verletzungsbedingt aufgeben. Im Fed-Cup-Halbfinale gegen Russland steuerte sie zum Gesamtsieg einen Sieg im Einzel bei, womit Serbien erstmals das Finale erreichte. Bei den nachfolgenden Turnieren kam sie nie über das Achtelfinale hinaus. Auch bei den French Open scheiterte sie in der dritten Runde, in Wimbledon war im Achtelfinale Schluss. Bei den Olympischen Spielen in London schied sie ebenfalls im Achtelfinale aus, sie unterlag Kim Clijsters in zwei Sätzen. Bei den US Open drang sie bis ins Viertelfinale vor, war dort gegen Serena Williams aber chancenlos. Ein größerer Erfolg gelang ihr noch mit dem Halbfinaleinzug in Moskau. Das Endspiel im Fed Cup gegen Tschechien endete mit einer Niederlage; Ivanović holte mit einem Sieg gegen Petra Kvitová den einzigen Punkt für Serbien. Sie beendete das Jahr auf Platz 12 der Weltrangliste.

### 2013

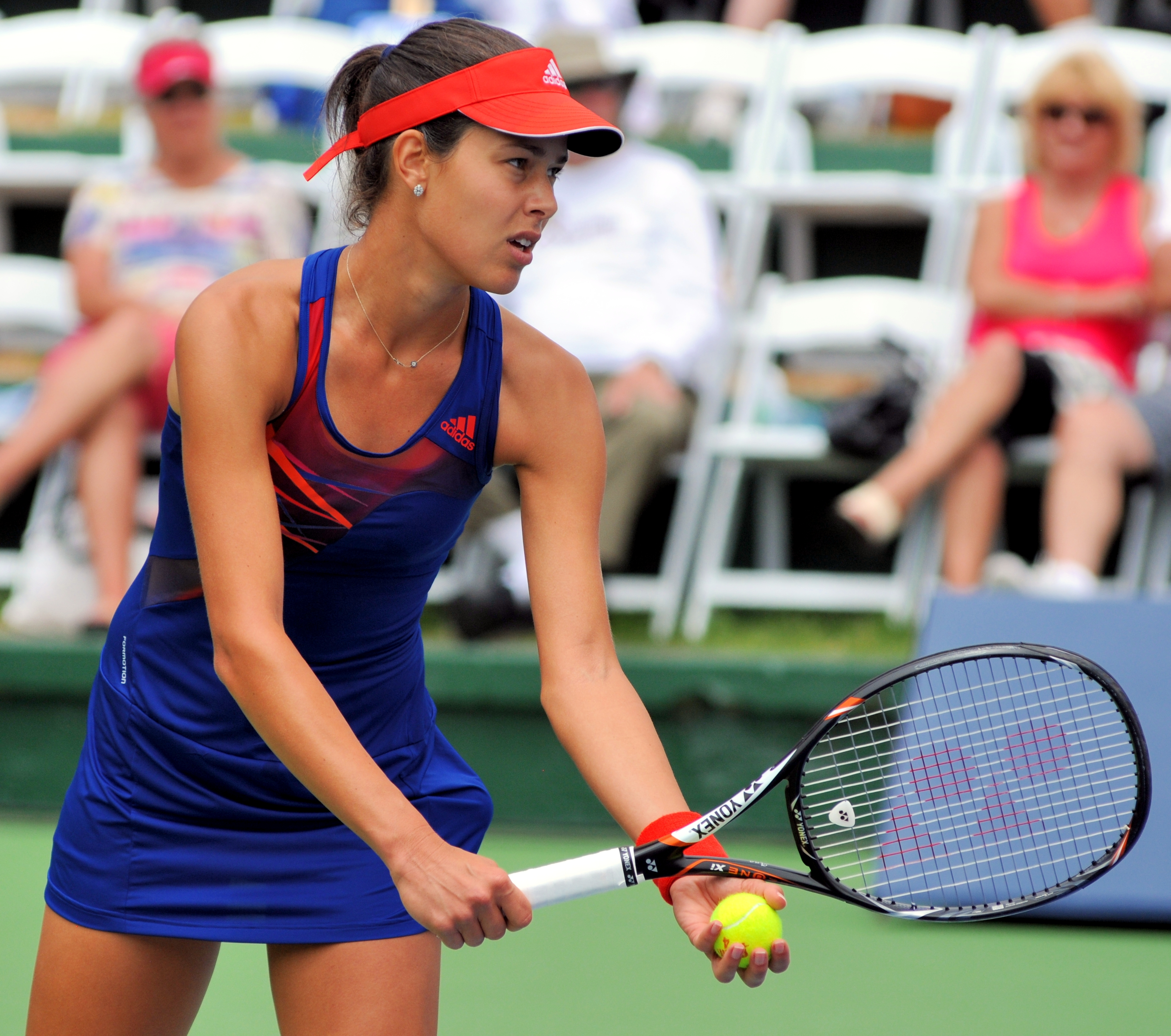
2013 beim Turnier in Carlsbad

Bei den Australian Open erreichte sie wie im Vorjahr das Achtelfinale, das sie gegen die Nummer vier der Weltrangliste, Agnieszka Radwańska, mit 2:6, 4:6 verlor. Bis zum Turnier in Stuttgart kam sie nie über das Achtelfinale hinaus. In Stuttgart war im Viertelfinale gegen Marija Scharapowa Endstation. In Madrid erreichte sie das Halbfinale, in dem sie erneut gegen Scharapowa verlor. In Roland Garros erreichte sie erneut das Achtelfinale, aber bereits zum dritten Mal in dieser Saison hieß die Siegerin dort Agnieszka Radwańska. In Wimbledon scheiterte sie in der zweiten Runde in zwei Sätzen an Eugenie Bouchard. Ihr zweites Halbfinale des Jahres erreichte sie bei den Southern California Open in Carlsbad. Bei den US Open erreichte sie das Achtelfinale, das sie gegen die spätere Finalistin Wiktoryja Asaranka verlor. In Linz zog sie erstmals seit 2011 wieder bei einem WTA-Turnier in ein Finale ein, das sie gegen Angelique Kerber verlor. Für das WTA Tournament of Champions erhielt sie trotz fehlendem WTA-Titel eine Wildcard. Sie überstand die Gruppenphase mit Siegen über Samantha Stosur und Zwetana Pironkowa, musste sich im Halbfinale jedoch Simona Halep geschlagen geben. Sie beendete das Jahr auf Platz 16 der Weltrangliste.

### 2014 bis Karriereende

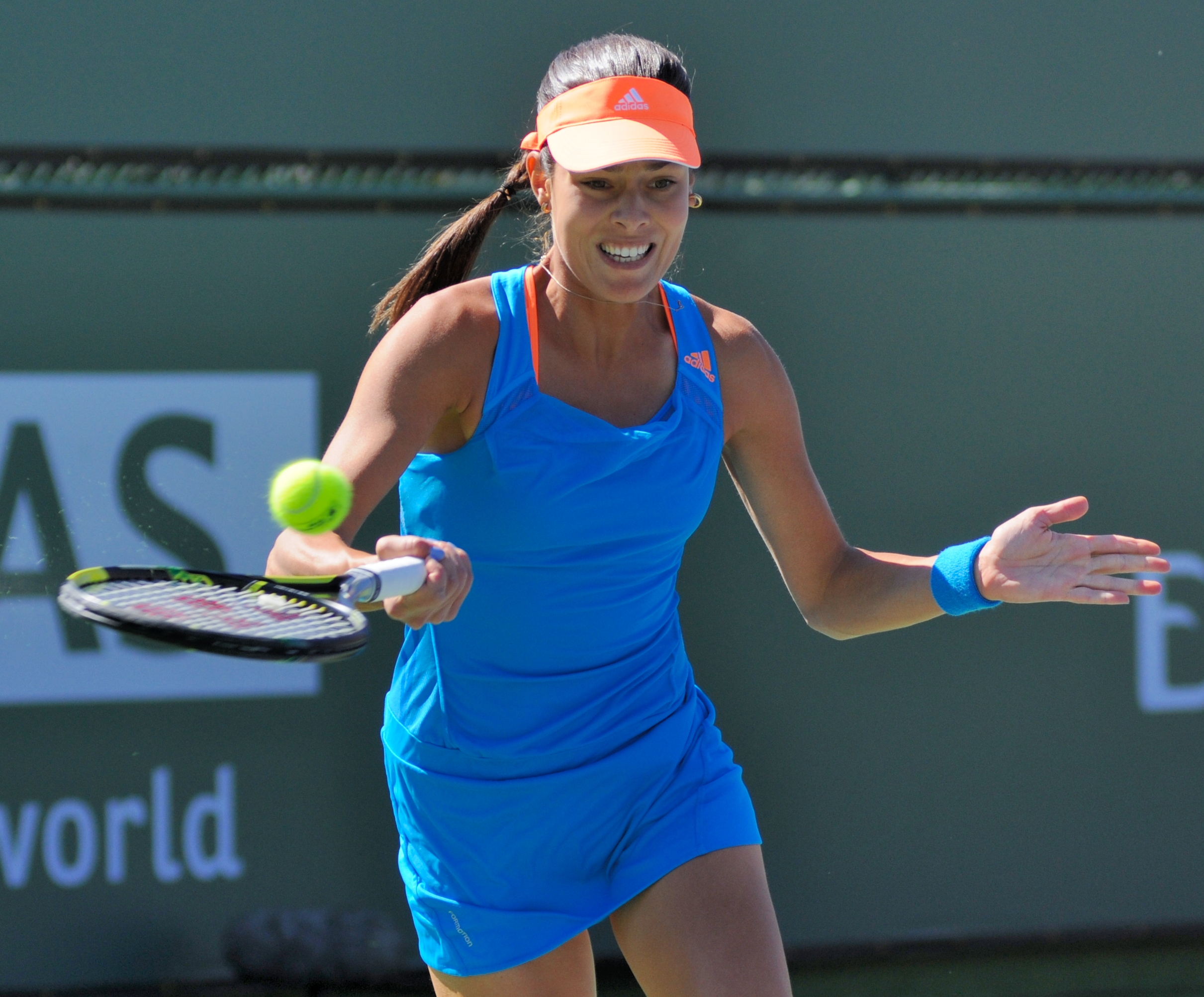
2014 in Indian Wells

Bei ihrem Auftaktturnier in Auckland gewann sie ihren ersten Titel seit zwei Jahren. Bei den Australian Open erreichte sie das Achtelfinale, in dem sie die Weltranglistenerste Serena Williams mit 4:6, 6:3, 6:3 bezwang. Es war ihr erster Sieg gegen eine Weltranglistenerste seit 2007 (damals gegen Scharapowa in Tokio). Im Viertelfinale musste sie sich jedoch Eugenie Bouchard in drei Sätzen geschlagen geben. In Monterrey bezwang sie unter anderem Magdaléna Rybáriková und Caroline Wozniacki, um ihren zweiten Titel des Jahres und den 13. Titel ihrer Karriere zu gewinnen. In Stuttgart erreichte sie ihr drittes Finale des Jahres, das sie gegen Scharapowa trotz 6:3, 3:1-Führung noch verlor. In Rom besiegte unter anderem Scharapowa (6:1, 6:4) und erreichte das Halbfinale, das sie gegen Serena Williams verlor. Bei den French Open schied sie in der dritten Runde gegen Lucie Šafářová aus. Ihren dritten Titel des Jahres und ersten Premier-Titel seit sechs Jahren sicherte sie sich beim Rasenturnier in Birmingham, als sie im Finale Barbora Záhlavová-Strýcová besiegte. In Wimbledon schied sie in der dritten Runde gegen die Vorjahresfinalistin Sabine Lisicki in drei Sätzen aus. In Stanford revanchierte sie sich bei Lisicki und erreichte das Viertelfinale, das sie gegen die spätere Siegerin Serena Williams mit 6:2, 3:6, 5:7 verlor. In Cincinnati zog sie nach Siegen unter anderem über Kusnezowa und Scharapowa ins Finale ein. Erneut hatte sie dort gegen Serena Williams das Nachsehen. Aufgrund der guten Ergebnisse schaffte sie allerdings den Sprung zurück in die Top Ten.
Ab Juli 2014 wurde Ivanović von Dejan Petrović trainiert, von dem sie sich im Mai 2015 wieder trennte. Ab den French Open 2015, bei denen Ivanović erstmals seit 2008 wieder ein Grand-Slam-Halbfinale erreichte, war Mats Merkel ihr Trainer. Am 28. Dezember 2016 gab sie ihr Karriereende bekannt.

## Turniersiege

### Einzel

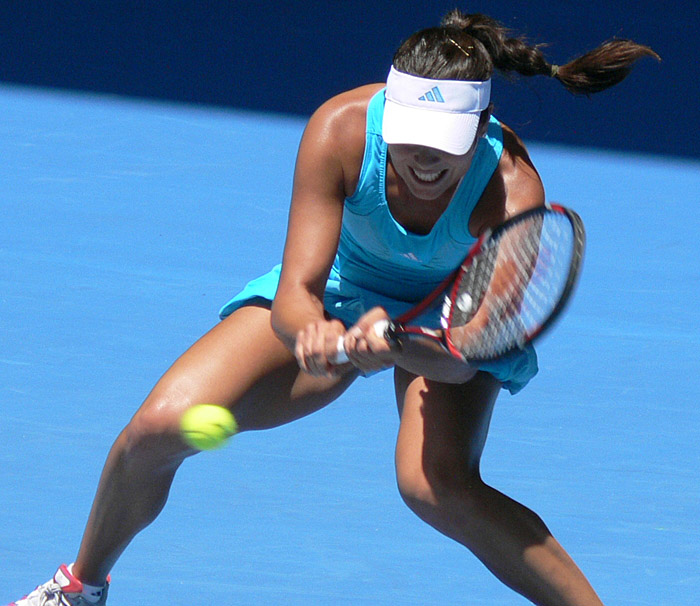
2008 bei den Australian Open

| Nr. | Datum              | Turnier      | Kategorie                   | Belag             | Finalgegnerin              | Ergebnis       |
| --- | ------------------ | ------------ | --------------------------- | ----------------- | -------------------------- | -------------- |
| 1.  | 15. Januar 2005    | Canberra     | WTA Tier V                  | Hartplatz         | Melinda Czink              | 7:5, 6:1       |
| 2.  | 20. August 2006    | Montreal     | WTA Tier I                  | Hartplatz         | Martina Hingis             | 6:2, 6:3       |
| 3.  | 13. Mai 2007       | Berlin       | WTA Tier I                  | Sand              | Swetlana Kusnezowa         | 3:6, 6:4, 7:64 |
| 4.  | 12. August 2007    | Los Angeles  | WTA Tier II                 | Hartplatz         | Nadja Petrowa              | 7:5, 6:4       |
| 5.  | 30. September 2007 | Luxemburg    | WTA Tier II                 | Hartplatz (Halle) | Daniela Hantuchová         | 3:6, 6:4, 6:4  |
| 6.  | 23. März 2008      | Indian Wells | WTA Tier I                  | Hartplatz         | Swetlana Kusnezowa         | 6:4, 6:3       |
| 7.  | 7. Juni 2008       | French Open  | Grand Slam                  | Sand              | Dinara Safina              | 6:4, 6:3       |
| 8.  | 26. Oktober 2008   | Linz         | WTA Tier II                 | Hartplatz (Halle) | Wera Swonarjowa            | 6:2, 6:1       |
| 9.  | 17. Oktober 2010   | Linz         | WTA International           | Hartplatz (Halle) | Patty Schnyder             | 6:1, 6:2       |
| 10. | 7. November 2010   | Bali         | WTA Tournament of Champions | Hartplatz (Halle) | Alissa Kleibanowa          | 6:2, 7:6       |
| 11. | 6. November 2011   | Bali         | WTA Tournament of Champions | Hartplatz (Halle) | Anabel Medina Garrigues    | 6:3, 6:0       |
| 12. | 4. Januar 2014     | Auckland     | WTA International           | Hartplatz         | Venus Williams             | 6:2, 5:7, 6:4  |
| 13. | 6. April 2014      | Monterrey    | WTA International           | Hartplatz         | Jovana Jakšić              | 6:2, 6:1       |
| 14. | 15. Juni 2014      | Birmingham   | WTA Premier                 | Rasen             | Barbora Záhlavová-Strýcová | 6:3, 6:2       |
| 15. | 21. September 2014 | Tokio        | WTA Premier                 | Hartplatz         | Caroline Wozniacki         | 6:2, 7:62      |

## Karrierestatistik und Turnierbilanz

### Einzel
| Turnier                      | 2003              | 2004              | 2005              | 2006              | 2007              | 2008              | 2009              | 2010              | 2011              | 2012              | 2013              | 2014              | 2015              | 2016              | Titel / Teiln. | Titel / Teiln. |
| ---------------------------- | ----------------- | ----------------- | ----------------- | ----------------- | ----------------- | ----------------- | ----------------- | ----------------- | ----------------- | ----------------- | ----------------- | ----------------- | ----------------- | ----------------- | -------------- | -------------- |
| Australian Open              | –                 | –                 | 3                 | 2                 | 3                 | F                 | 3                 | 2                 | 1                 | AF                | AF                | VF                | 1                 | 3                 | 0 / 12         | 0 / 12         |
| French Open                  | –                 | –                 | VF                | 3                 | F                 | S                 | AF                | 2                 | 1                 | 3                 | AF                | 3                 | HF                | 3                 | 1 / 12         | 1 / 12         |
| Wimbledon                    | –                 | –                 | 3                 | AF                | HF                | 3                 | AF                | 1                 | 3                 | AF                | 2                 | 3                 | 2                 | 1                 | 0 / 12         | 0 / 12         |
| US Open                      | –                 | Q1                | 2                 | 3                 | AF                | 2                 | 1                 | AF                | AF                | VF                | AF                | 2                 | 1                 | 1                 | 0 / 12         | 0 / 12         |
| WTA Finals                   | –                 | –                 | –                 | –                 | HF                | RR                | –                 | –                 | –                 | –                 | –                 | RR                | –                 | –                 | 0 / 3          | 0 / 3          |
| Doha                         | andere Kategorie  | andere Kategorie  | andere Kategorie  | andere Kategorie  | andere Kategorie  | AF                | n. a. bzw. a. K.  | n. a. bzw. a. K.  | n. a. bzw. a. K.  | 2                 | AF                | 2                 | a. K.             | –                 | 0 / 4          | 0 / 4          |
| Dubai                        | andere Kategorie  | andere Kategorie  | andere Kategorie  | andere Kategorie  | andere Kategorie  | andere Kategorie  | VF                | –                 | 1                 | andere Kategorie  | andere Kategorie  | andere Kategorie  | AF                | a. K.             | 0 / 3          | 0 / 3          |
| Indian Wells                 | –                 | –                 | –                 | VF                | AF                | S                 | F                 | 2                 | VF                | HF                | 3                 | 3                 | 3                 | 3                 | 1 / 11         | 1 / 11         |
| Miami                        | –                 | –                 | VF                | AF                | 2                 | 3                 | 3                 | 3                 | AF                | AF                | AF                | AF                | 3                 | 3                 | 0 / 12         | 0 / 12         |
| Charleston                   | –                 | –                 | –                 | –                 | AF                | –                 | andere Kategorie  | andere Kategorie  | andere Kategorie  | andere Kategorie  | andere Kategorie  | andere Kategorie  | andere Kategorie  | andere Kategorie  | 0 / 1          | 0 / 1          |
| Berlin                       | –                 | –                 | 1                 | 1                 | S                 | HF                | nicht ausgetragen | nicht ausgetragen | nicht ausgetragen | nicht ausgetragen | nicht ausgetragen | nicht ausgetragen | nicht ausgetragen | nicht ausgetragen | 1 / 4          | 1 / 4          |
| Madrid                       | n. a. bzw. a. K.  | n. a. bzw. a. K.  | n. a. bzw. a. K.  | n. a. bzw. a. K.  | n. a. bzw. a. K.  | n. a. bzw. a. K.  | –                 | 2                 | 1                 | AF                | HF                | VF                | AF                | 2                 | 0 / 7          | 0 / 7          |
| Rom                          | –                 | –                 | AF                | –                 | –                 | 2                 | AF                | HF                | 2                 | AF                | 1                 | HF                | 2                 | 2                 | 0 / 10         | 0 / 10         |
| San Diego                    | a. K.             | –                 | –                 | AF                | –                 | n. a. bzw. a. K.  | n. a. bzw. a. K.  | n. a. bzw. a. K.  | n. a. bzw. a. K.  | n. a. bzw. a. K.  | n. a. bzw. a. K.  | n. a. bzw. a. K.  | n. a. bzw. a. K.  | n. a. bzw. a. K.  | 0 / 1          | 0 / 1          |
| Kanada                       | –                 | –                 | AF                | S                 | 2                 | AF                | 2                 | –                 | AF                | 2                 | AF                | 2                 | VF                | –                 | 1 / 10         | 1 / 10         |
| Cincinnati                   | n. a. bzw. a. K.  | n. a. bzw. a. K.  | n. a. bzw. a. K.  | n. a. bzw. a. K.  | n. a. bzw. a. K.  | n. a. bzw. a. K.  | 2                 | HF                | 2                 | –                 | 1                 | F                 | VF                | 1                 | 0 / 7          | 0 / 7          |
| Tokio                        | –                 | –                 | –                 | AF                | F                 | AF                | 1                 | 2                 | AF                | 2                 | AF                | andere Kategorie  | andere Kategorie  | andere Kategorie  | 0 / 8          | 0 / 8          |
| Moskau                       | –                 | –                 | –                 | –                 | –                 | AF                | andere Kategorie  | andere Kategorie  | andere Kategorie  | andere Kategorie  | andere Kategorie  | andere Kategorie  | andere Kategorie  | andere Kategorie  | 0 / 1          | 0 / 1          |
| Peking                       | nicht ausgetragen | nicht ausgetragen | nicht ausgetragen | nicht ausgetragen | nicht ausgetragen | nicht ausgetragen | –                 | VF                | VF                | AF                | 2                 | HF                | HF                | –                 | 0 / 6          | 0 / 6          |
| Wuhan                        | nicht ausgetragen | nicht ausgetragen | nicht ausgetragen | nicht ausgetragen | nicht ausgetragen | nicht ausgetragen | nicht ausgetragen | nicht ausgetragen | nicht ausgetragen | nicht ausgetragen | nicht ausgetragen | 1                 | AF                | –                 | 0 / 2          | 0 / 2          |
| Zürich                       | –                 | AF                | HF                | –                 | AF                | n. a. bzw. a. K.  | n. a. bzw. a. K.  | n. a. bzw. a. K.  | n. a. bzw. a. K.  | n. a. bzw. a. K.  | n. a. bzw. a. K.  | n. a. bzw. a. K.  | n. a. bzw. a. K.  | n. a. bzw. a. K.  | 0 / 3          | 0 / 3          |
| Olympische Spiele            | n. a.             | –                 | nicht ausgetragen | nicht ausgetragen | nicht ausgetragen | –                 | nicht ausgetragen | nicht ausgetragen | nicht ausgetragen | AF                | nicht ausgetragen | nicht ausgetragen | nicht ausgetragen | 1                 | 0 / 2          | 0 / 2          |
| Fed Cup                      | –                 | –                 | –                 | K1                | –                 | PO                | PO                | PO                | PO                | F                 | PO                | –                 | –                 | –                 | 0 / 7          | 0 / 7          |
| Statistik                    | Statistik         | Statistik         | Statistik         | Statistik         | Statistik         | Statistik         | Statistik         | Statistik         | Statistik         | Statistik         | Statistik         | Statistik         | Statistik         | Statistik         | S/N            | Sieg%          |
| Turnierteilnahmen            | 5                 | 10                | 16                | 19                | 20                | 18                | 14                | 20                | 20                | 19                | 22                | 22                | 19                | 16                | Gesamt: 240    | Gesamt: 240    |
| Erreichte Finals             | 1                 | 5                 | 1                 | 1                 | 5                 | 4                 | 1                 | 2                 | 1                 | 0                 | 1                 | 6                 | 1                 | 0                 | Gesamt: 29     | Gesamt: 29     |
| Gewonnene Titel              | 0                 | 5                 | 1                 | 1                 | 3                 | 3                 | 0                 | 2                 | 1                 | 0                 | 0                 | 4                 | 0                 | 0                 | Gesamt: 20     | Gesamt: 20     |
| Hartplatz-Siege/-Niederlagen | 1:1               | 11:3              | 26:8              | 24:11             | 23:10             | 26:12             | 16:10             | 27:14             | 24:13             | 25:14             | 28:17             | 38:12             | 20:13             | 8:10              | 297:148        | 67 %           |
| Sand-Siege/-Niederlagen      | 11:4              | 10:1              | 2:1               | 4:3               | 16:3              | 10:2              | 5:2               | 5:4               | 2:4               | 7:5               | 11:4              | 13:4              | 7:4               | 5:4               | 108:45         | 71 %           |
| Rasen-Siege/-Niederlagen     | 0:0               | 0:1               | 9:4               | 5:2               | 6:2               | 2:1               | 3:2               | 1:2               | 6:3               | 5:2               | 1:2               | 7:1               | 1:2               | 2:2               | 48:26          | 65 %           |
| Teppich-Siege/-Niederlagen   | 0:0               | 16:0              | 3:1               | 2:2               | 6:3               | 0:0               | 0:0               | 0:0               | 0:0               | 0:0               | 0:0               | 0:0               | 0:0               | 0:0               | 27:6           | 82 %           |
| Gesamt-Siege/-Niederlagen    | 12:5              | 37:5              | 40:14             | 35:18             | 51:18             | 38:15             | 24:14             | 33:20             | 32:20             | 37:21             | 40:23             | 58:17             | 28:19             | 15:16             | 480:225        | 68 %           |
| Sieg%                        | 71 %              | 88 %              | 74 %              | 66 %              | 74 %              | 72 %              | 63 %              | 62 %              | 62 %              | 64 %              | 63 %              | 77 %              | 60 %              | 48 %              | Gesamt:        | 68 %           |
| Jahresendposition            | 705               | 97                | 16                | 14                | 4                 | 5                 | 22                | 17                | 22                | 13                | 16                | 5                 | 16                | 65                | N/A            | N/A            |

Zeichenerklärung: S = Turniersieg; F, HF, VF, AF = Einzug ins Finale / Halbfinale / Viertelfinale / Achtelfinale; 1, 2, 3 = Ausscheiden in der 1. / 2. / 3. Hauptrunde; RR = Round Robin (Gruppenphase); n. a. = nicht ausgetragen; a. K. = andere Kategorie; PO (Playoff) = Auf- und Abstiegsrunde im Fed Cup; K1, K2, K3 = Teilnahme in der Kontinentalgruppe I, II, III im Fed Cup.
Anmerkung: Diese Statistik berücksichtigt alle Ergebnisse im Einzel, so wie es auf der WTA-Seite steht. Dargestellt sind nur WTA-Turniere der Kategorie Tier I (bis 2008) bzw. die WTA-Turniere der Kategorien Premier Mandatory und Premier 5 (seit 2009).

### Doppel
| Turnier         | 2005 | 2006 | 2007 | 2008–2010 | 2011 | Bilanz | Karriere |
| --------------- | ---- | ---- | ---- | --------- | ---- | ------ | -------- |
| Australian Open | —    | —    | —    | —         | —    | 0:0    | —        |
| French Open     | 1    | —    | 1    | —         | —    | 0:2    | 1        |
| Wimbledon       | AF   | 1    | 1    | —         | 2    | 3:4    | AF       |
| US Open         | —    | AF   | —    | —         | —    | 2:1    | AF       |

## Weltranglistenpositionen am Jahresende
| Jahr   | 2003 | 2004 | 2005 | 2006 | 2007 | 2008 | 2009 | 2010 | 2011 | 2012 | 2013 | 2014 | 2015 | 2016 |
| ------ | ---- | ---- | ---- | ---- | ---- | ---- | ---- | ---- | ---- | ---- | ---- | ---- | ---- | ---- |
| Einzel | 705  | 97   | 16   | 14   | 4    | 5    | 22   | 17   | 22   | 13   | 16   | 5    | 16   | 65   |
| Doppel | –    | –    | 133  | 52   | 916  | –    | –    | –    | 160  | –    | –    | 521  | 574  | 411  |

## Privates
Während der Australian Open 2008 schrieb Ivanović eine tägliche Kolumne für die Melbourner Zeitung The Age. Am 8. September 2007 wurde sie neben Jelena Janković, Aleksandar Đorđević und Emir Kusturica zur UNICEF-Botschafterin für Serbien berufen.
2013 war sie kurze Zeit mit dem serbischen Basketballnationalspieler Ivan Paunić liiert und davor zwei Jahre lang mit dem australischen Profi-Golfer Adam Scott.
Seit dem 12. Juli 2016 ist Ivanović mit dem deutschen ehemaligen Fußballspieler Bastian Schweinsteiger verheiratet. Das Paar hat drei Söhne, die im März 2018, August 2019 und Mai 2023 geboren wurden. Am 22. Juli 2025 gab sie ihre Trennung von Bastian Schweinsteiger bekannt.